# 萊頓屋博物館

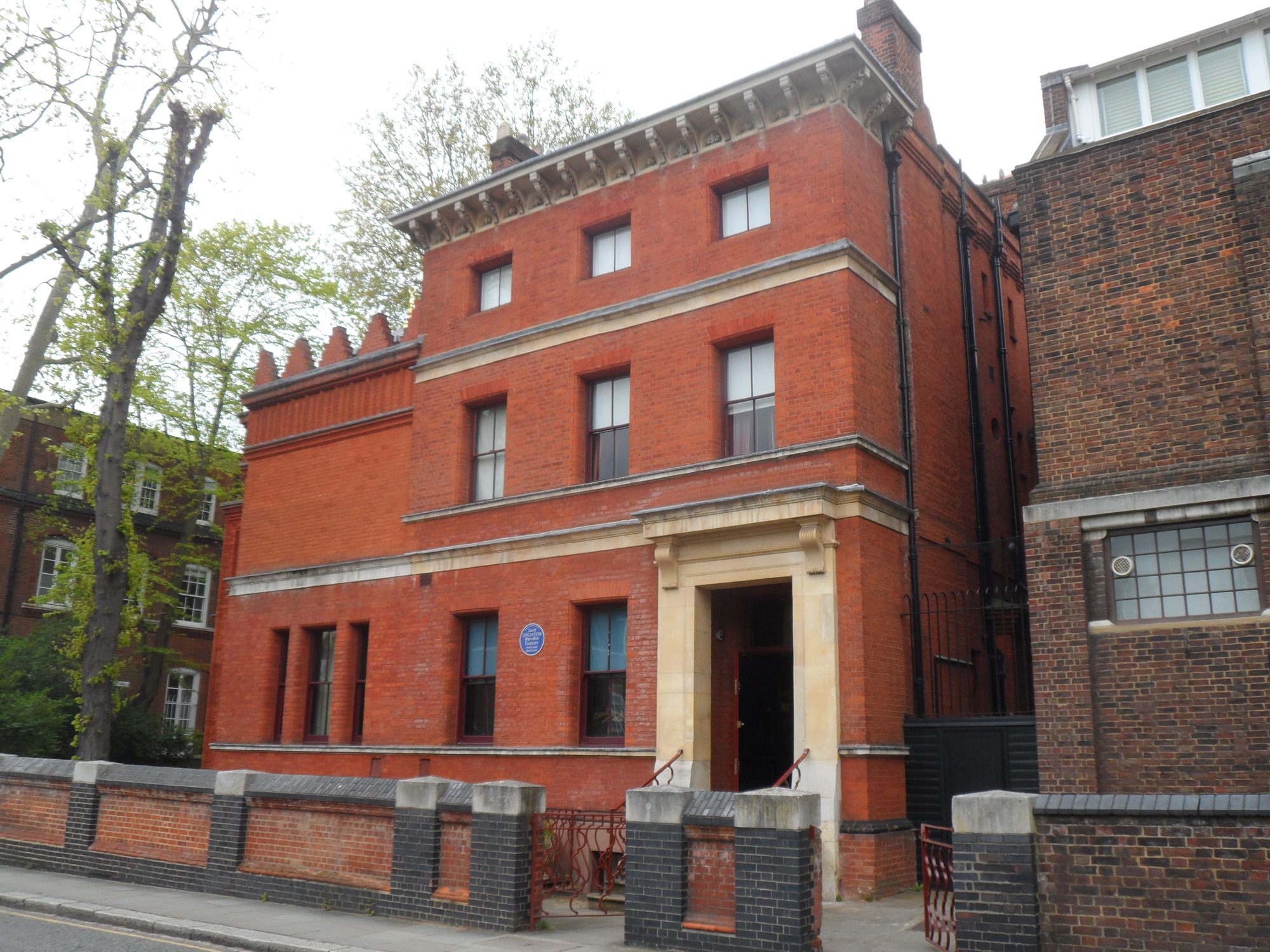
萊頓屋博物館

萊頓屋博物館（Leighton House Museum）是位於英國倫敦肯辛頓-切爾西皇家自治市荷蘭公園內的一座博物館。這座博物館展示了畫家及雕塑家第一代雷頓男爵弗雷德里克·雷頓的作品。博物館建築也是英國的II*級登錄建築。博物館於1929年開始對公眾開放。

## 荣誉
1958年，倫敦郡議會給萊頓屋博物館頒發了藍色牌匾。
2012年，博物館獲得歐洲文化遺產獎。

## 开放日期
博物館除了禮拜二之外每天開放。

## 外部連結
- Leighton House Museum （页面存档备份，存于） at the Royal Borough of Kensington and Chelsea website